# Sizette

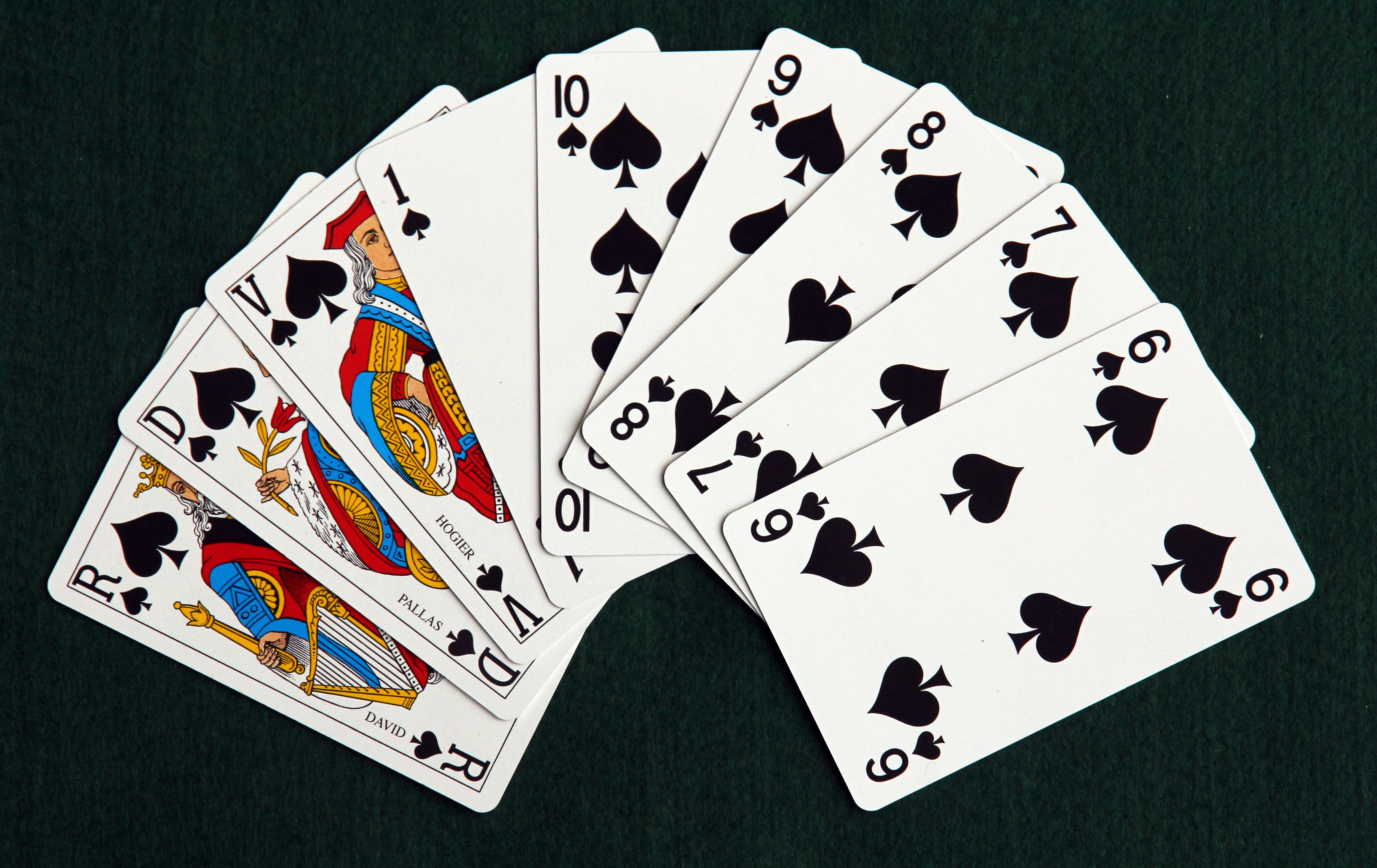
Die Pikfarbe aus einem französischen Blatt. Die Ecarté-Reihenfolge wird auch in Sizette verwendet, aber mit der Ergänzung der Sechs

Sizette ist ein historisches französisches Kartenspiel für sechs Personen, die in zwei Parteien spielen. Es ist ungewöhnlich, weil die Partnern miteinander über ihren Karten sprechen können. Es wurde als eines der angenehmsten Kartenspiele bekannt, wenn auch eine gewisse Fähigkeit benötigt wurde, es gut zu spielen. Es war eine Form von Whist zu sechst.

## Geschichte
Der Name Sizette bezieht sich auf die Tatsache, dass es von sechs Spielern gespielt wird. Es wurde schon 1725 im Académie universelle des Jeux beschrieben. Obwohl damals wenig in Paris bekannt, es wurde als "einer der angenehmste Kartenspiele" gedacht, dass aber "viel Gelassenheit und Aufmerksamkeit" brauchte. Diese früheste bekannte Beschreibung wurde im 18. Jahrhundert mehrfach nachgedruckt.
1785 wurde in einem Wörterbuch der Regionen Provence und Comtat Venaissin festgestellt, dass sowohl Sizette oder "Sisette" und Quadrette unter den Namen Parlaire (von parler, sprechen) gingen, weil die Spieler über die Karten zu reden hatten. Als „Parlaire“ tauchte das Spiel Quartette/Sizette schon 1636 in einem Gedicht auf.
1828 wurde es als ein Spiel in der Normandie und in den Départementen im Norden beweist. Andere Quellen des frühen 18. und 19. Jahrhunderts zeigen jedoch an, dass Sizette hauptsächlich in Südfrankreich gespielt wurde. Wir können also annehmen, dass es "gut gereist" war.
Sizette scheint im späten 19. Jahrhundert ausgestorben zu sein, aber die verwandte Quadrette, ein Spiel zu viert, bis den 1930er Jahren in Nizza überlebte und könnte noch im Département Alpes-Maritimes gespielt werden.

## Spielregeln
Die in der Literatur angegebenen Spielregeln änderten sich kaum in den anderthalb Jahrhundert, dass das Spiel aktuell war. Spätere Quellen erklären lediglich Nebensachen oder geben Hinweise darauf, wo das Spiel gespielt wurde. Die folgenden Regeln basieren auf der Beschreibung von 1725, aber sind auch durch spätere Quellen ergänzt wird.

### Spieler
Das Spiel wird von sechs in zwei Parteien von je drei Personen gespielt. Die Parteien sitzen abwechselnd am Tisch, so dass jeder links und rechts einen Gegenspieler hat. Jede Partei wählt ein Kapitän (Capitaine oder Gouverneur). Die Spieler bestimmen sowohl den Einsatz, der man im Pool (poule) setzt, als auch die Anzahl der Runden, die sie spielen wollen.

### Spielkarten
Ein 36-Blatt Kartenspiel wird verwendet, in dem die Wert der Karten in jeder Farbe vom König bis Sechs absteigt. Das Ass liegt zwischen dem Buben und der Zehner wie im Triomphe.

### Kartengeben
Die Spieler ziehen Karten für das Privileg, Vorhand (premier en main) zu sein, was ein Vorteil ist. Der, der die höchste Karte zieht, gibt die Karten seinem linken Gegenspieler. Dieser mischt die Karten und lässt sie rechts abheben, bevor er zwei Würfe von je drei Karten an jedem, gegen den Uhrzeigersinn, austeilt. Der Geber deckt die letzte Karte als Trumpf auf.

### Spielverlauf
Die Spieler der Partei, die auszuspielen hat, können untereinander über ihre Karten sprechen. Der Kapitän verwendet diese Informationen, um die anderen, insbesondere die Vorhand, zu lenken, was sie spielen sollen. Sobald Vorhand ausgespielt hat, kann die Gegenpartei untereinander über ihrer Karten sprechen. Das Spiel fährt jetzt fort.
Der Kapitän einer Partei kann beliebige Befehle geben und die Spieler mögen ihre Karten sogar offen legen, aber wenn mindestens zwei Spieler einer Partei dies tun, muss der dritte Partner auch ouvert spielen.

### Gewinn
Die Partei, die zuerst drei Stiche einnimmt, gewinnt das Spiel mit 1 Punkt. Wenn sie alle sechs nehmen, gewinnen sie doppelt.

### Kommunikation und Taktik
Es ist sehr wichtig, insbesondere wenn man der Kapitän ist, herauszufinden, welche Karten ihre Partnern haben, ohne die Gegenpartei zu viel Informationen aufzuzeigen. Ebenso ist es wichtig, dass die Spieler herausfinden, welche Karten ihre Gegner haben. Die Spieler sollten nicht mehr als nötig offenlegen und werden von ihrem Kapitän geführt. Obwohl es leicht zu lernen ist, erfordert das Spiel Erfahrung und lange Übung, um gut zu spielen, insbesondere in Bezug auf die Kommunikation der Spieler.

## Regelverstöße
Das 1725 erscheinende Werk enthält strenge Regeln für Regelverstöße. Zum Beispiel verursacht ein Vergeben den Verlust des Spiels ebenso wie eine Renonce (wenn man bedient nicht, obwohl man in der Lage ist) und bei einer versehentlichen Aufdeckung einer Karte während des Gebens, muss man die Karten erneut geben.